# Narosa
Narosa is een geslacht van vlinders van de familie slakrupsvlinders (Limacodidae), uit de onderfamilie Limacodinae.

## Soorten
- N. albescens West, 1940
- N. ambigua Hering, 1931
- N. argentipuncta Hampson, 1895
- N. aroa Bethune-Baker, 1904
- N. azumai Inoue, 1976
- N. barnsi Tams, 1929
- N. bractea Fletcher D. S., 1968
- N. castanea Mabille, 1900
- N. concinna Swinhoe, 1901
- N. conspersa Walker, 1855
- N. corusca Wileman, 1911
- N. doenia (Moore, 1859)
- N. edoensis Kawada, 1930
- N. endodonta Hampson, 1897
- N. erminea Hampson, 1895
- N. fletcheri West, 1937
- N. hedychroa (Bethune-Baker, 1909)
- N. holoxanthia Hampson, 1900
- N. irrorata West, 1940

- N. nephochloeropis Bethune-Baker, 1909
- N. nigricristata Hering, 1931
- N. nigrisigna Wileman, 1911
- N. nitobei Shiraki, 1913
- N. niveipennis Hering, 1931
- N. obscura Wileman, 1915
- N. ochracea Hering, 1931
- N. pectinata Hering, 1931
- N. penicillata Strand, 1916
- N. propolia Hampson, 1900
- N. pseudochracea Hering, 1933
- N. rufifascia Hering, 1931
- N. swanni West, 1937
- N. talboti Tams, 1929
- N. tamsi Lemée, 1950
- N. trilinea Bethune-Baker, 1909
- N. velutina Walker, 1862
- N. viridana Talbot, 1927